# Hamburg, Quận Marathon, Wisconsin
Hamburg là một thị trấn thuộc quận Marathon, tiểu bang Wisconsin, Hoa Kỳ. Năm 2010, dân số của thị trấn này là 897 người.